# Cheonho-dong
Cheonho-dong (koreanska: 천호동) är en stadsdel i stadsdistriktet Gangdong-gu i Sydkoreas huvudstad Seoul. 

## Indelning
Administrativt är Cheonho-dong indelat i:
| Namn    | Namn                | Yta i km² | Invånare 31 dec 2019 |
| ------- | ------------------- | --------- | -------------------- |
| 천호1동 | Cheonho 1(il)-dong  | 0,71      | 28 400               |
| 천호2동 | Cheonho 2(i)-dong   | 1,57      | 35 904               |
| 천호3동 | Cheonho 3(sam)-dong | 0,79      | 20 561               |